# Мадонна-ді-Кампільйо

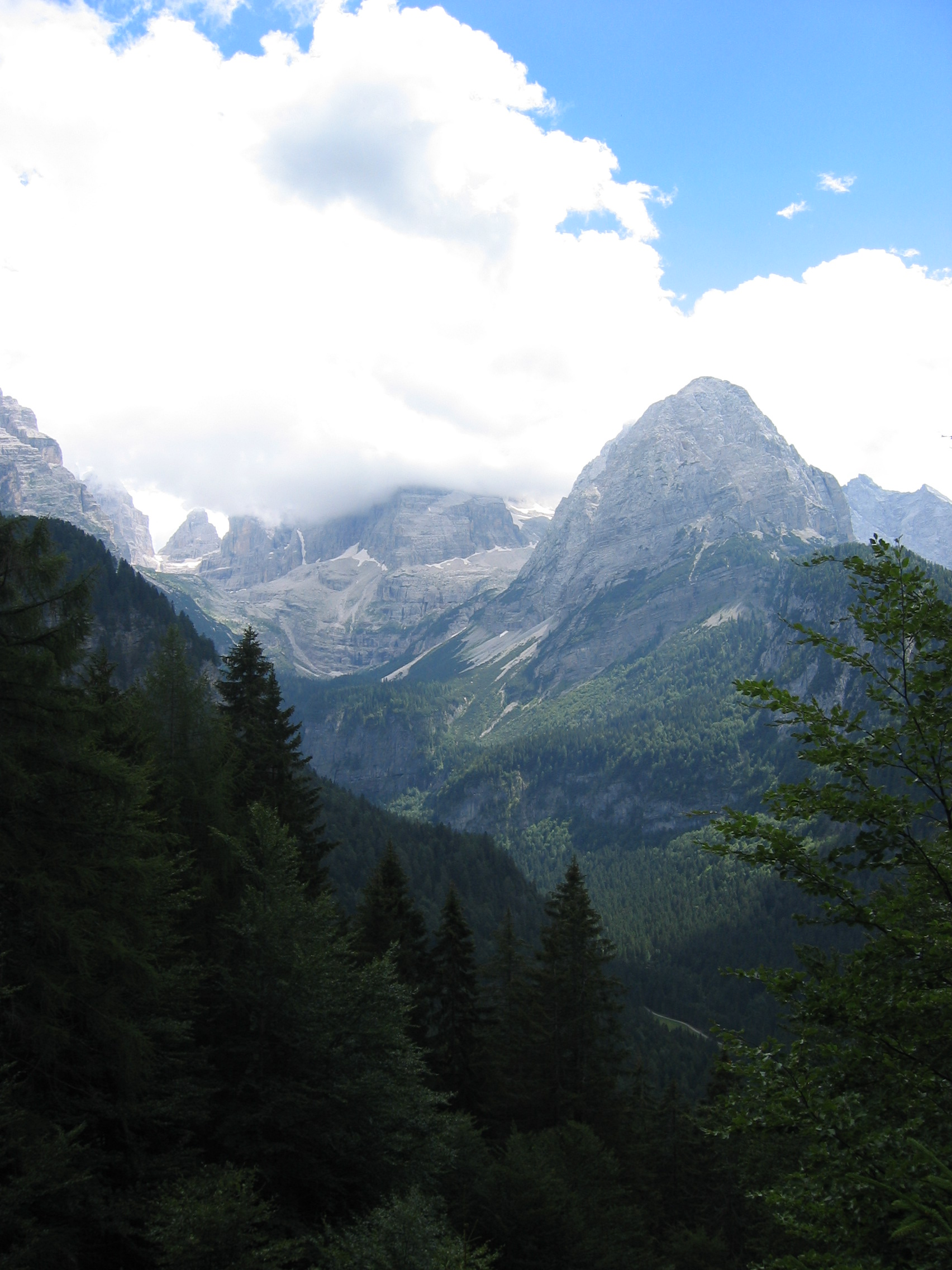
Доломітові Альпи у Мадонна-ді-Кампільйо

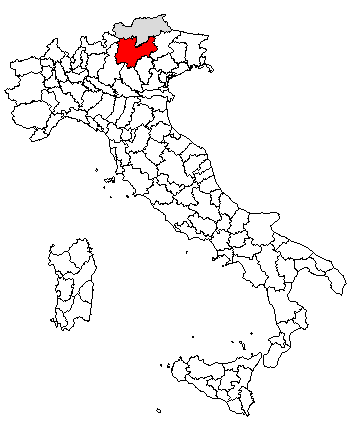
Розташування провінції Тренто на мапі Італії

Мадонна-ді-Кампільйо (італ. Madonna di Campiglio) — містечко та гірський курорт на північному-сході Італії. Адміністративно належить до муніципалітету Пінцоло. Розташовано в висоті 1522 метри над рівнем моря. Орієнтовна кількість мешканців — 1000 осіб.

## Відпочинок
Мадонна-ді-Кампільйо є одним з головних лижних курортів Італії у Альпах. Містечко розташовано біля великої кількості гір серед яких прокладені гірськолижні траси різного ступеня складності. Найвища точка з якої можна почати спуск розташована на висоті 2600 метрів над рівнем моря. На сьогодні гірськолижний курорт нараховує 57 підйомників та 150 кілометрів трас з загальної пропускною здатністю у 31 000 осіб за годину. Загальна площа курорту становить 50 000 квадратних метрів.

## Події
У Мадонна-ді-Кампільйо регулярно проходить етап Кубоку світу з гірськолижного спорту та сноуборду. Команда Формули-1 Феррарі та команда Ducati Corse, що бере участь у чемпіонаті MotoGP кожного року у січні проводять зустрічі з пресою саме у Мадонна-ді-Кампільйо.